# Alsomitra macrocarpa
Alsomitra macrocarpa – gatunek roślin z rodziny dyniowatych (Cucurbitaceae) reprezentujący monotypowy rodzaj Alsomitra. Występuje w Tajlandii, na Wielkich Wyspach Sundajskich, Filipinach, Nowej Gwinei i na Archipelagu Bismarcka. Rośnie w lasach zalewowych w dolinach rzek.

## Morfologia

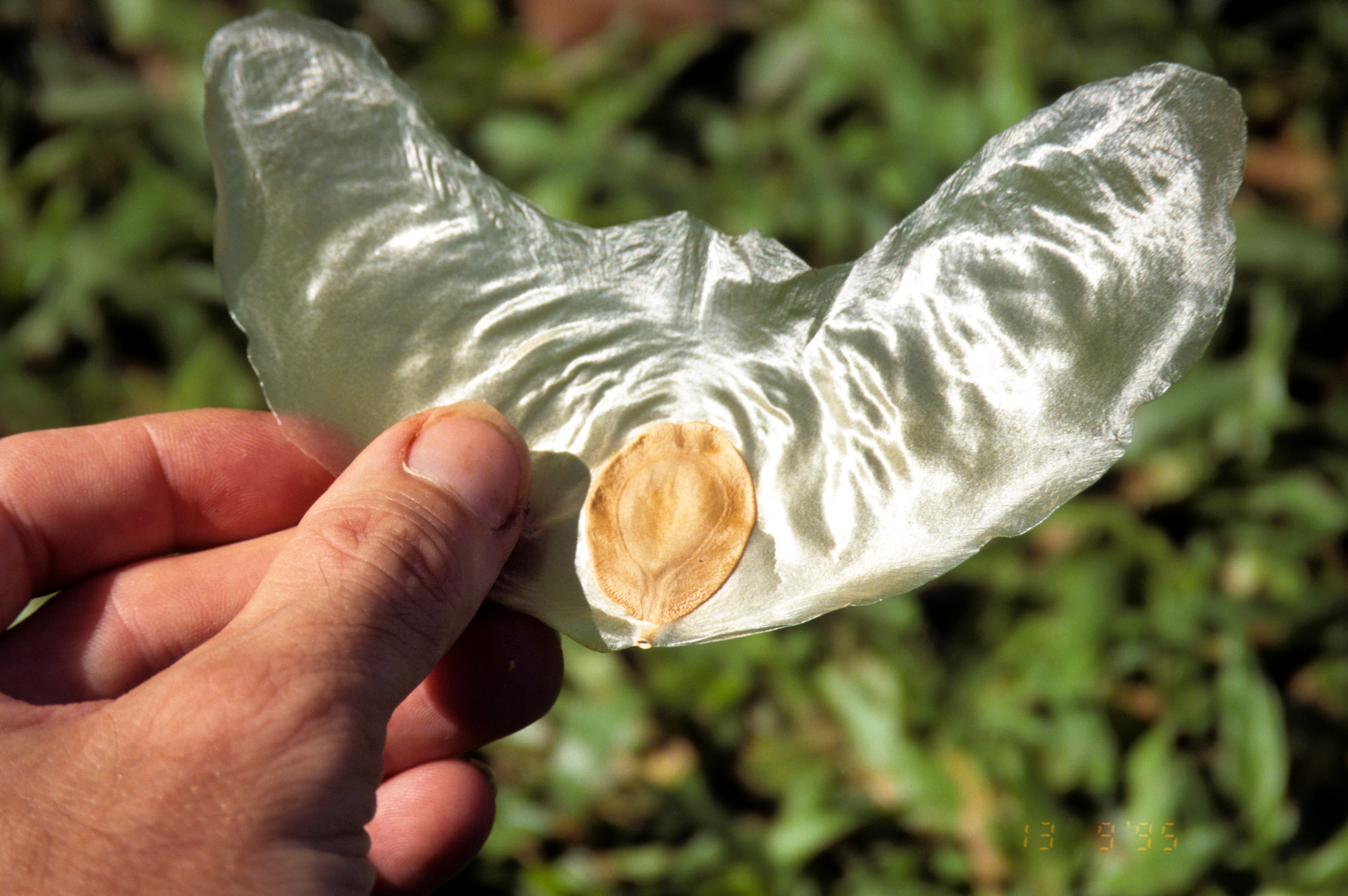
Nasiono

PokrójDrewniejąca liana osiągająca 30–50 m długości o pniu o średnicy do 15 cm.
LiścieSzerokojajowate do okrągłych, rzadko trójklapowe, o długości do 16 cm. U młodych roślin liście nitkowato cienkie.
KwiatyŻeńskie i męskie w osobnych kwiatostanach wiechowatych lub groniastych powstają na tej samej roślinie (gatunek dwupienny). Dno kwiatowe dzwonkowate. Kielich początkowo jest całkiem zrośnięty, w czasie kwitnienia rozrywa się nieregularnie na 2–4 części. Płatki korony są wąskoeliptyczne i zaostrzone na wierzchołku. Pręciki są trzy, z krótkimi nitkami, poza tym obecne są trzy drobne prątniczki. Zalążnia elipsoidalna z licznymi zalążkami, zwieńczona szyjką trzema dwułatkowymi, mięsistymi znamionami.
OwoceOkazałe (do 25 cm średnicy), po dojrzeniu brązowe, kulistawe lub podługowate torebki pękające od szczytu na trzy klapy. Nasiona są liczne, spłaszczone, koliste do eliptycznych o długości do 3 cm z gładką łupiną nasienną i okazałymi, błoniastymi skrzydełkami lotnymi o szerokości do 12 cm.

## Systematyka
Pozycja systematyczna
Gatunek i rodzaj z plemienia Gomphogyneae  z rodziny dyniowatych Cucurbitaceae.